# Mai 1852

## Événements
- Un projet de loi sur le mariage civil est rejeté au Piémont. Massimo d'Azeglio est mis en difficulté.

- 8 mai : traité de Londres, qui règle la succession du Danemark. Grâce à la médiation russo-britannique, le gouvernement de Bluhme organise la nouvelle monarchie, composée du Danemark, du Schleswig, de l’Islande, des îles Féroé et des duchés allemands du Holstein et de Lauenburg.

## Naissances
- 1er mai : Calamity Jane (Martha Jane Canary, dite), aventurière († 1er août 1903).
- 4 mai : Alice Liddell, inspiratrice d'Alice au pays des merveilles.
- 5 mai : Pietro Gasparri, cardinal italien de la Curie romaine († 18 novembre 1934).
- 7 mai : Matthias Alexander Castrén (né en 1813), voyageur, ethnographe, philologue, linguiste et traducteur finlandais.
- 18 mai : Julius Adam, peintre animalier et lithographe allemand († 23 février 1913).
- 21 mai : Carl Franz Anton Ritter von Schreibers (né en 1775), naturaliste autrichien.
- 31 mai : Julius Richard Petri, Bactériologiste allemand († 20 décembre 1921).

## Décès
- 21 mai : Oliver Chace, industriel américain (° 1769).